# Gerichtsbezirk Haag am Hausruck
Der Gerichtsbezirk Haag am Hausruck war ein dem Bezirksgericht Haag am Hausruck unterstehender Gerichtsbezirk im politischen Bezirk Grieskirchen (Bundesland Oberösterreich). Der Gerichtsbezirk wurde per 1. Jänner 2003 aufgelöst und das Gebiet dem Gerichtsbezirk Grieskirchen zugewiesen.

## Geschichte
Der Gerichtsbezirk Haag am Hausruck wurde durch einen Erlass des k.k. Oberlandesgerichtes Linz am 4. Juli 1850 geschaffen und umfasste ursprünglich die 24 Steuergemeinden Aflang, Aistersheim, Altenhof, Dirisam, Fading, Feldegg, Gaspoltshofen, Geboltskirchen, Geyersberg, Gries, Großwaldenberg, Höft, Hörbach, Innernsee, Jeding, Niederentern, Niedernhaag, Obernhaag, Pram, Rottenbach, Schwarzgrub, Weibern, Wendling und Zupfing.
Der Gerichtsbezirk bildete im Zuge der Trennung der politischen von der judikativen Verwaltung
ab 1868 gemeinsam mit den Gerichtsbezirken Ried und Obernberg den Bezirk Ried im Innkreis.
Per 1. Juli 1911 wurde aus den Gerichtsbezirken Haag am Hausruck, Grieskirchen und Peuerbach der neue politische Bezirk Grieskirchen gebildet.
Durch Gemeindezusammenlegungen reduzierte sich die Anzahl der Gemeinden nach und nach auf zuletzt acht Gemeinden. Mit der Bezirksgerichts-Verordnung der Österreichischen Bundesregierung wurde am 12. November 2002 die Auflösung des Gerichtsbezirks Haag am Hausruck und die Zuweisung des Gebietes zum Gerichtsbezirk Grieskirchen beschlossen. Mit dem 1. Jänner 2003 trat die Verordnung in Kraft.

## Gerichtssprengel
Der Gerichtssprengel umfasst bis Ende 2002 mit den acht Gemeinden Aistersheim, Gaspoltshofen, Geboltskirchen, Haag am Hausruck, Pram, Rottenbach, Weibern und Wendling den südlichen Teil des politischen Bezirks Grieskirchen.